# 圖爾切尼
44°40′N 23°23′E / 44.667°N 23.383°E
圖爾切尼（羅馬尼亞語：Turceni），是羅馬尼亞的城鎮，位於該國西南部，由戈爾日縣負責管轄，面積79平方公里，海拔高度130米，2011年人口7,269，人口密度每平方公里92人，超過九成居民信奉東正教。